# Santa Maria de Baldomar
Santa Maria de Baldomar és l'església parroquial de Baldomar, del municipi d'Artesa de Segre, inclosa en l'Inventari del Patrimoni Arquitectònic de Catalunya.

## Descripció
L'església parroquial de Baldomar, al terme d'Artesa, és un edifici heterogeni, de difícil lectura arquitectònica a causa de les diferents etapes constructives que li han donat forma
L'esquema de planta ve definit per una nau sense absis, coberta amb volta de canó apuntada sobre arcs torals i formers. Al costat nord hi ha una altra nau, més curta, probablement afegida més tard. Al costat sud, presenta capelletes laterals obertes en el mur mitjançant arcs formers. Una cornisa sense finalitat constructiva separa la volta, que segueix la tradició del segle xiii, dels elements de sosteniment

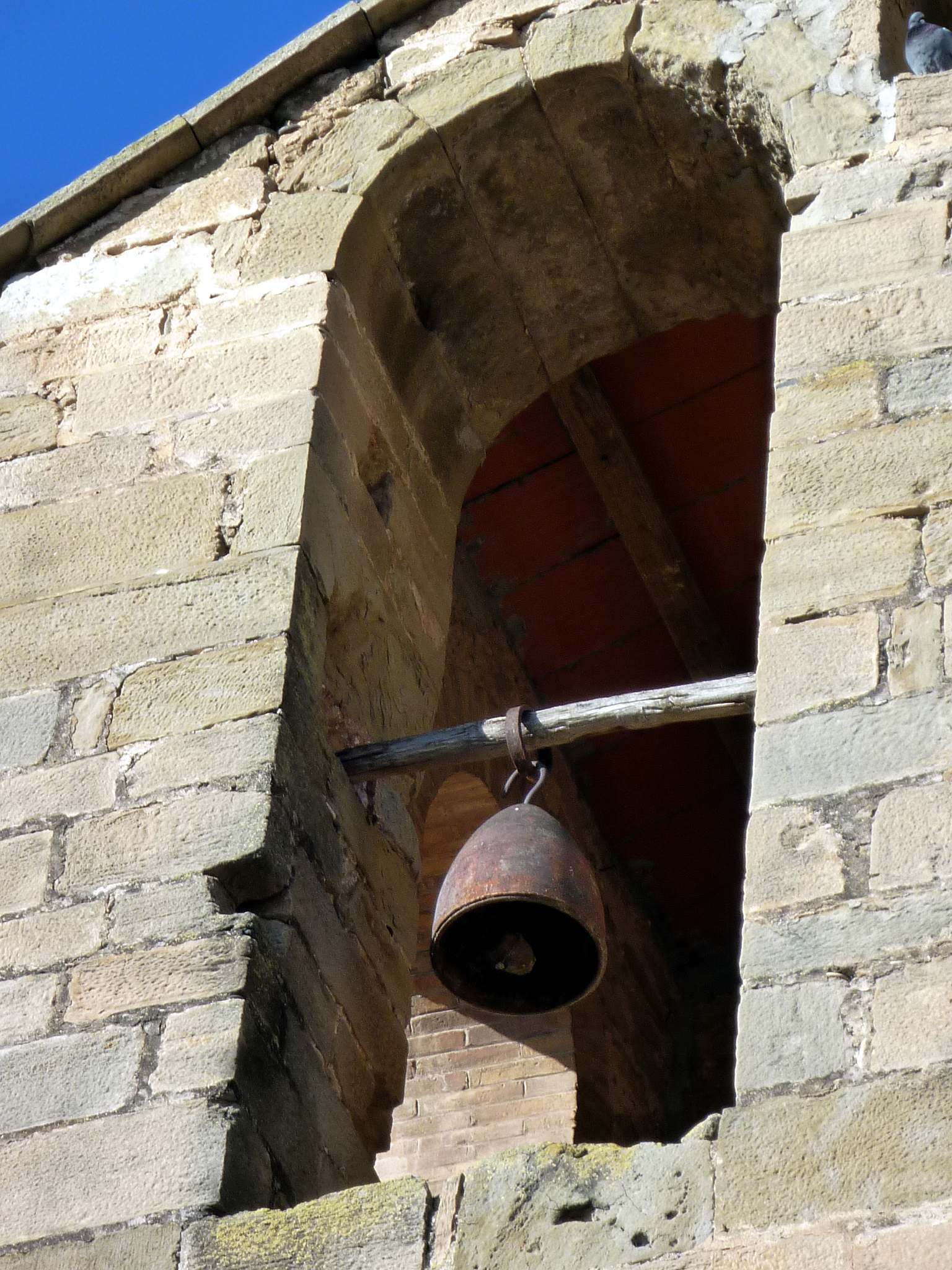
L'ogiva d'un obús serveix de campana

L'element més rellevant de l'exterior és la façana, que integra un campanar d'espadanya convertit posteriorment en una torre quadrangular. El cos baix de la façana, de carreus ben escairats, és d'una gran sobrietat. L'accés s'efectua mitjançant una obertura d'arc de mig punt adovellat, recolzat sobre impostes motllures d'aire classicicant, similars a les que hi ha als pilars interiors de l'església. Sobre el portal hi ha un òcul i, enmig, una petita fornícula formada per columnes helicoïdals que sostenen un frontó triangular
Tant la façana com el campanar fan pensar en una reforma constructiva, que probablement dati del segle xvi, i, per tant, de cronologia més avançada que la de la nau central.